# Eumichtis pullata
Eumichtis pullata är en fjärilsart som beskrevs av Berg 1885. Eumichtis pullata ingår i släktet Eumichtis och familjen nattflyn. Inga underarter finns listade i Catalogue of Life.